# Мы — Миллеры
«Мы — Миллеры» (англ. We're the Millers) — американская комедия режиссёра Роусона Маршалла Тёрбера. В главных ролях — Дженнифер Энистон, Джейсон Судейкис, Эмма Робертс и Уилл Поултер.
Премьера фильма состоялась 3 августа 2013 года на кинофестивале в Траверс-Сити.

## Сюжет
Дэвид Кларк — мелкий торговец слабодействующими наркотиками, сбывающий свой товар шеф-поварам и матерям юных футболистов, но не детям. Кларк пытается помочь своему соседу Кенни — простоватому пареньку, неосмотрительно вступившемуся за незнакомую девушку. Дэвид теряет выручку и теперь он должен своему поставщику Брэду. Чтобы закрыть долг, Дэвид должен привезти Брэду крупную партию наркотиков из Мексики. Подключая соседей: циничную стриптизёршу Роуз, скучающего соседа Кенни и уличную девчонку Кейси, он разрабатывает план: фальшивая жена, двое детишек, фургон — и «Миллеры» направляются на юг от границы на праздник Дня независимости.
После того как «Миллеры» забрали партию наркотиков, они отправляются в США, но фургон неожиданно ломается. Их подбирает семья Фицджеральдов, состоящая из трёх человек: бывшего работника по борьбе с наркотиками Дона, его жены Эди и дочки Мелиссы, с которыми «Миллеры» познакомились на границе. Фицджеральды согласились подбросить их до автосервиса. Но он оказывается закрытым, и «Миллерам» приходится остаться на ночь с Фицджеральдами. Тем временем Роуз и Дэвид узнают, что Дон и Эди — свингеры, а Кейси учит Кенни целоваться, свидетельницей чего становится Мелисса, симпатизирующая Кенни.
На следующее утро Фицджеральды уезжают, а «Миллеры», пытаясь забрать фургон из автосервиса, попадают в руки Пабло Чакона, который являлся владельцем склада наркотиков, откуда «Миллеры» как раз и вывезли партию. Дэвид понимает, что Брэд его подставил. Чакон грозит убить «Миллеров», но Роуз танцует для него стриптиз, и ребятам удаётся избежать смерти.
Пока Кенни вынужден управлять фургоном, он не замечает, как ему в штаны пробирается паук и кусает его за яйца. Роуз уговаривает Дэвида отвести парня в больницу. Тем временем Кейси знакомится со Скотти Пи и уезжает с ним. Роуз в личной беседе с Дэвидом выдаёт ему своё настоящее имя — Сара.
Забрав Кенни из больницы, Дэвид, торопясь скорей добраться до штатов, случайно проговаривается о том, сколько ему собирается заплатить Брэд за сделку. Ребята ругаются, Кейси уходит в парк к Скотти Пи, Роуз-Сара и Кенни отправляются её искать, а Дэвид уезжает в США, но меняет своё мнение, находит ребят и предлагает поделить деньги поровну. Это решение всех устраивает. По пути к фургону «Миллеры» снова встречают Фицджеральдов, и снова их ловит Чакон, но Дон и Кенни всех спасают.
На следующий день Дэвид привозит наркотики Брэду, но узнаёт, что его босс вовсе и не собирался ему платить. Дэвид решил поступить по совести и сдал Брэда людям из управления по борьбе с наркотиками, среди которых оказался Дон. За это он поместил Дэвида и остальных в программу защиты свидетелей на 6 месяцев.

## В ролях
| Актёр             | Роль                |
| ----------------- | ------------------- |
| Джейсон Судейкис  | Дэвид               |
| Дженнифер Энистон | Роуз/Сара           |
| Эмма Робертс      | Кейси               |
| Уилл Поултер      | Кенни               |
| Эд Хелмс          | Брэд Гурдлингер     |
| Томер Сислей      | Пабло Чакон         |
| Кэтрин Хан        | Эди Фицджеральд     |
| Молли Куинн       | Мелисса Фицджеральд |
| Ник Офферман      | Дон Фицджеральд     |
| Луис Гусман       | Мексиканский коп    |

## Производство
Фильм много лет находился в разработке New Line Cinema. В 2006 году на главные роли в картине были приглашены Стив Бушеми и Уилл Арнетт, но съёмок не последовало. В апреле 2012 во многих СМИ появилась информация, что ведутся переговоры об участии в фильме Дженнифер Энистон и Джейсона Судейкиса. В июле того же года к актёрскому составу присоединились Эмма Робертс, Уилл Поултер, Эд Хелмс и Кэтрин Хан.
Съёмки начались 23 июля 2012 года Уилмингтоне (Северная Каролина).

## Релиз
Премьера фильма в кинотеатрах США состоялась 7 августа 2013 года.

### Выход на носителях
19 ноября 2013 года компания Warner Home Video выпустила фильм на Blu-ray и DVD. DVD-издание было выпущено в виде специального двухдискового издания, содержащего две версии фильма: оригинальную театральную версию и расширенную версию без цензуры, включающую 8 минут нового материала и 45 минут дополнительных материалов с неудачными дублями и удалёнными сценами.

## Отзывы
Фильм получил смешанные отзывы кинокритиков. На Rotten Tomatoes рейтинг фильма составляет 48 %, что основано на 153 рецензиях критиков, со средней оценкой 5,5 из 10. На сайте Metacritic фильм набрал 44 балла из 100, на основе 38 отзывов. CinemaScore — фирма, занимающаяся исследованием рынка, — проводила опрос зрителей на выходе из кинотеатра в течение открывающего уик-энда. Так, средняя оценка кинозрителей была «пять с минусом» по пятибалльной шкале.

## Продолжение
New Line Cinema планировала снять продолжение, сценарий должен был написать Адам Штыкель. В марте 2023 года во время продвижения фильма «Убийство в Париже» Дженнифер Энистон подтвердила, что проект был отменён.